# Brenda Vermeir
Brenda Vermeir is een personage in de VTM-televisieserie Familie. De rol werd vertolkt door Vicky Versavel. Tussen 2001 en 2002 werd ze wegens ziekte vervangen door actrice Chadia Cambie.

## Overzicht
Brenda was in de beginjaren reeds getrouwd met Bart Van den Bossche en samen met hem heeft ze twee kinderen, Hannah Van den Bossche en Jelle Van den Bossche.
Brenda trouwt op jonge leeftijd met Bart Van Den Bossche. Ze krijgen snel een dochtertje Hannah. De relatie blijft niet duren als Bart naar Amerika vertrekt om te studeren. Bart krijgt er een relatie met Christel Feremans, en ook Brenda wordt er tot over haar oren verliefd op Koen Lamoen.
Nadat ze een tijdje bij VDB werkte, startte ze een eigen fitnessketen. Hierdoor kwam wel haar relatie met Bart in het gedrang en ook door het puberende gedrag van Hannah loopt het soms fout tussen de twee.
Wanneer Brenda met Bart op vakantie gaat naar Malta moet Bart vroeger dan verwacht terug naar België. Brenda besluit er nog te blijven. In het hotel maakt ze kennis met Bram, een Vlaamse investeerder. Bram besluit om in de fitnesscentra van Brenda te investeren. De twee worden hevig verliefd op elkaar. De affaire eindigt wanneer Bram voor zijn gezin kiest.
In het 17e seizoen wordt Brenda ontvoerd door de enige echte Nel Veenstra, die het bed met Bart heeft gedeeld. Bart houdt dit verzwegen voor Brenda en de kinderen. Maar op een dag begint Nel Bart en Brenda te stalken, ze wil Bart namelijk helemaal voor zich winnen. Het komt zelfs zo ver dat Nel Brenda ontvoert en opgesloten houdt in een oude kelder. Brenda probeert verschillende keren te ontsnappen maar steeds zonder effect. Wanneer er een duif bij de kelder komt, maakt ze een briefje voor Bart waarin staat dat Nel haar opgesloten houdt. Het toeval is dat Nel net op dat moment het briefje in handen krijgt. Nel heeft er genoeg van en ze is van plan om Brenda haar hoofd er af te schieten. Wat Nel niet weet is dat Bart haar gevolgd is. Bart vindt Brenda in de kelder en ze proberen te ontsnappen. Maar dat loopt helemaal fout. Nel steekt het gebouw in brand en is verdwenen. Bart en Brenda worden net op tijd bevrijd door Jef Lits.
Wanneer Bart in 2010 op wereldreis wil vertrekken beslist Brenda om te verhuizen naar Luxemburg en besluiten ze te scheiden. Maar Hannah bracht ze weer bij elkaar door te spelen dat ze enorm ziek was.
In 2011 maakt Brenda een promotie. Om dat te vieren gaat ze lekker uit eten met haar gezin. Bart, Hannah, Jelle en Remko wachten geduldig af wanneer Brenda terugkomt. Ze was immers de rekening aan het betalen. Wat een leuk tripje moest worden eindigt in een enorm drama. Brenda wordt aangereden door een wagen. Ze wordt nog naar het ziekenhuis gebracht, maar alle hulp komt te laat. Bart, Hannah, Jelle, Remko en de hele familie zijn kapot van haar dood.